# Mancos (rivière)
Pour les articles homonymes, voir Mancos.
La Mancos (en anglais : Mancos River) est un cours d'eau américain qui s'écoule du comté de Montezuma, dans le Colorado, au comté de San Juan, dans le Nouveau-Mexique. Cette rivière se jette dans la San Juan, qui fait partie du système hydrologique du Colorado.